# Marcantonio Bragadin

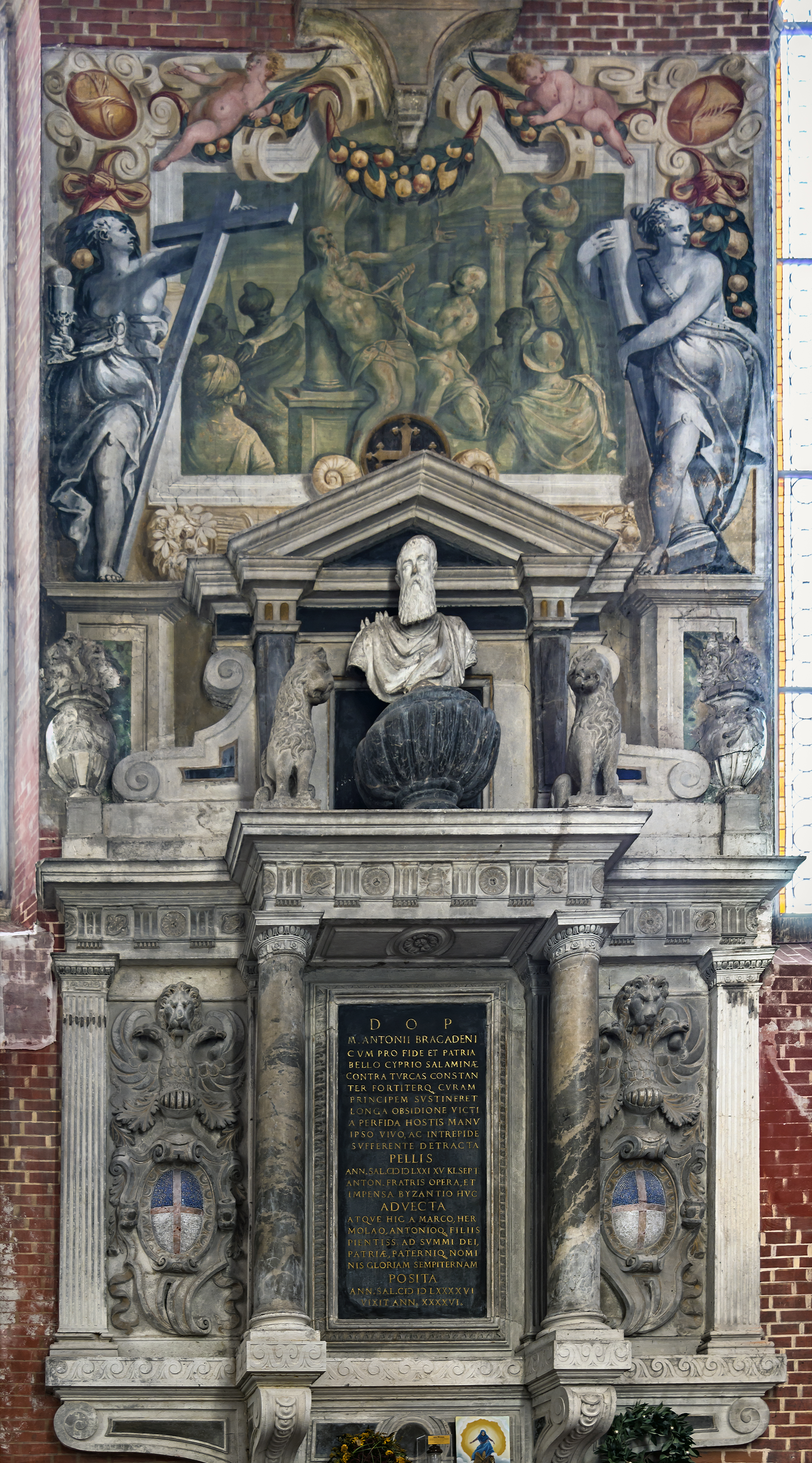
Graftombe van gouverneur Bragadin in de Santi Giovanni en Paolokerk in Venetië. Borstbeeld, urne met huid en bovenaan de uitbeelding van het villen

Marcantonio Bragadin (Venetië, 21 april 1523 – Famagusta, 17 augustus 1571) was een magistraat en vlootofficier in de republiek Venetië. Hij vond de dood na de val van het fort Famagusta op Cyprus, tijdens de Vijfde Ottomaans-Venetiaanse oorlog (1570-1573). Hij was de laatste kapitein-generaal van het Venetiaanse Cyprus.

## Levensloop
Bragadin was een zoon van Marco Bragadin en Adriana Bembo. Hij volgde een opleiding tot jurist. Van 1543 tot 1569 was hij afwisselend werkzaam als magistraat in de stad Venetië en als vlootofficier op galeischepen.
In 1569 benoemde de Senaat van Venetië Bragadin tot kapitein-generaal van het koninkrijk Cyprus. De kapitein-generaal was de gouverneur van het eiland. Het tijdskader was er een van dreigende invasie door de Ottomanen. Bragadin deed weinig om Cyprus te versterken. Een jaar later, in juli 1570, startten de Ottomanen een grootschalige invasie. Hun aanvoerder was Lala Kara Mustafa Pasja, die later grootvizier zou worden. Bragadin verschanste zich in de versterkte stad Famagusta, een van de grootste Venetiaanse forten op Cyprus. Nicosia viel in september 1570 in handen van de Ottomanen. Zij stuurden het hoofd op van Niccolo Dandolo, luitenant-generaal van Cyprus en Bragadins adjunct. Een tweede stad, Cerinea, gaf zich onmiddellijk over. 
Famagusta zette zich schrap voor de belegering, die zowat een jaar duurde, van oktober 1570 tot september 1571. Bragadin leidde de verdedigingsacties en stuurde koeriers naar Venetië om hulp. De Ottomanen staakten geregeld hun aanvallen op Famagusta om de volgende aanval efficiënter uit te voeren. Bragadin liet de schade door de bombardementen in dat geval zo veel mogelijk herstellen. Vanaf juli 1571 drongen de garnizoensoldaten bij Bragadin aan tot overgave. Deze weigerde. Na de laatste beschietingen trokken de Ottomanen door de stadsmuren. Op 1 augustus 1571 werd de overgave ondertekend. Bragadin trok met enkele commandanten naar Lala Kara Mustafa Pasja om plechtig de sleutels van de stad te overhandigen. Bragadin en zijn gevolg werden gearresteerd. Bragadins oren werden onmiddellijk afgesneden en hij moest getuige zijn hoe zijn delegatie werd geëxecuteerd. Hijzelf werd opgesloten en afgeranseld. Zijn hoofdwonden begonnen te etteren na twee weken. Op 17 augustus 1571 vilde een beul hem levend ten overstaan van Ottomaanse officieren. De huid van Bragadin werd opgevuld met katoen en strobalen en de Ottomanen prikten op zijn huid de insignes van kapitein-generaal van het koninkrijk Cyprus. Tezamen met de afgehakte hoofden van zijn commandanten werd de macabere huidpop naar Constantinopel gestuurd (1571). 
Zijn voormalige dienaar Girolamo Polidoro kon in 1580 de huid van Bragadin uit het arsenaal van Constantinopel weghalen. Het werd naar Venetië overgebracht waar het als relikwie rust in de Santi Giovanni en Paolokerk. In 1961 is de urne onderzocht.
De Venetiaanse geschiedschrijvers benadrukten het feit dat hij een jaar lang de Turken heeft tegengehouden op Cyprus.

## Illustraties Val van Famagusta (1571)

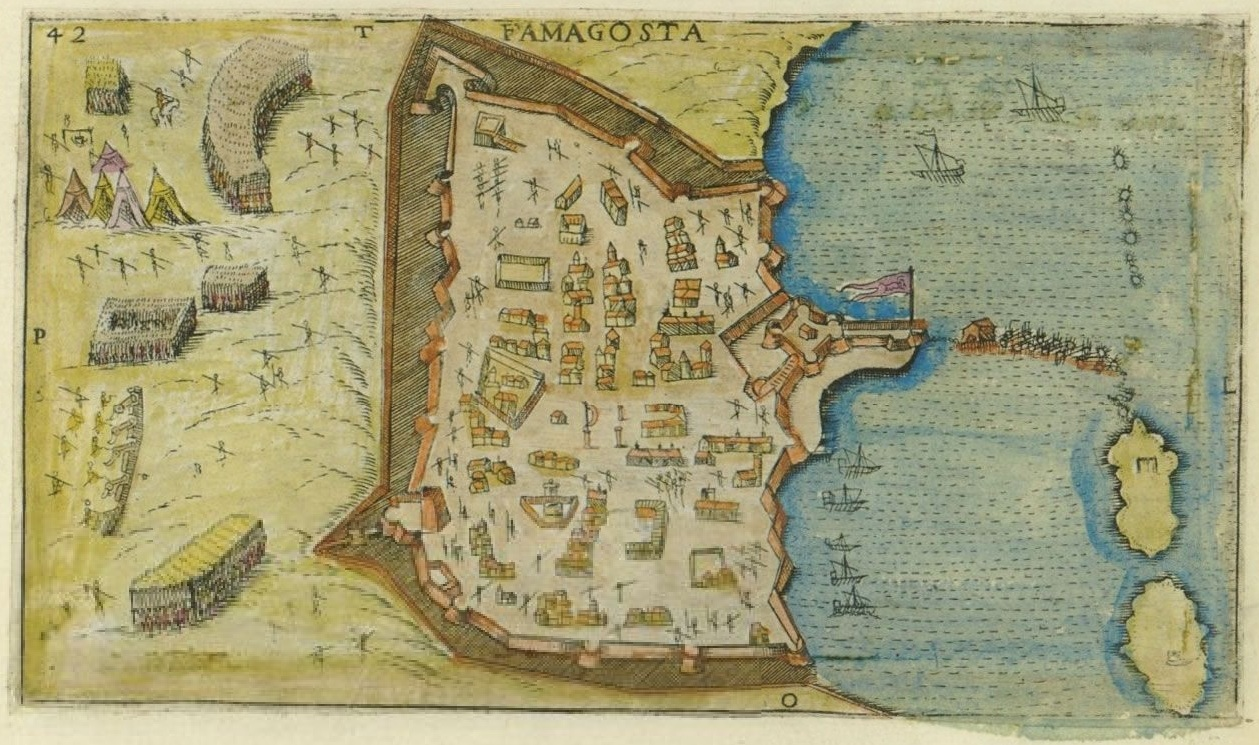
Fort van Famagusta op Cyprus
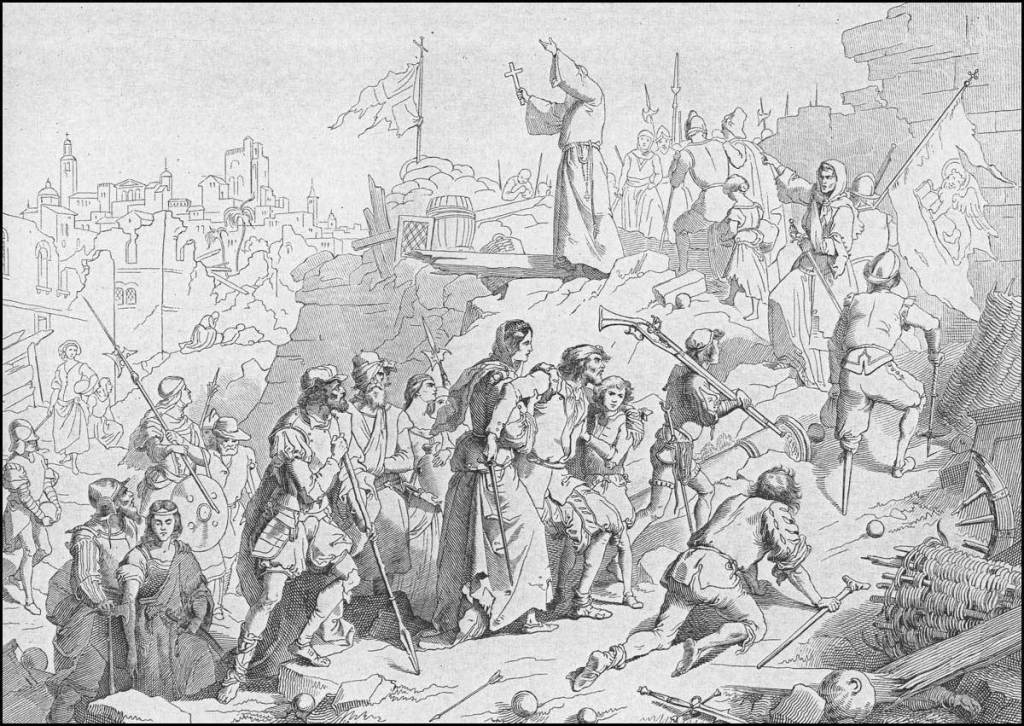
Famagusta geeft zich over
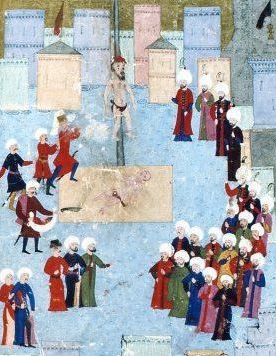
Villen van Bragadin in een Ottomaanse miniatuur